# Ravi Shankar Prasad
Ravi Shankar Prasad, né le 30 août 1954, est un homme politique indien.
Avocat de profession, il est ministre de la Justice et des Technologies de l’information au sein du gouvernement de Narendra Modi.
Devenu l'un des ministres les plus controversés, il est remplacé lors d'un remaniement en juillet 2021. Il était la bête noire des défenseurs des libertés, qui le jugeaient responsable des arrestations arbitraires de nombreux dissidents dans les milieux universitaires, associatifs et journalistiques.